# Мурашко Олег Іванович
Оле́г Іва́нович Мура́шко — капітан Міністерства внутрішніх справ України.
Станом на березень 2017-го — заступник командира роти, полк поліції «Дніпро-1». З дружиною та сином проживають в місті Підгородне.

## Нагороди
21 жовтня 2014 року — за особисту мужність і героїзм, виявлені у захисті державного суверенітету та територіальної цілісності України, вірність військовій присязі під час російсько-української війни, відзначений — нагороджений орденом Данила Галицького.